# Bugatti Type 252
La Bugatti Type 252 est un des tout derniers modèles d'étude prototype de voiture de la marque historique Bugatti, conçue entre 1957 et 1962.

## Historique
La Bugatti Type 252 est le fruit d'une étude de voiture de sport de moyenne cylindrée (1,5 litre) menée à partir de 1954 par Roland Bugatti (fils cadet d'Ettore qui n'a plus les moyens financiers de son père et de son frère aîné Jean, tous deux disparus). Ce projet ne se concrétisera jamais et sera abandonné. Ce prototype unique est exposé à la Cité de l'automobile de Mulhouse.
En 1956 une tentative de retour à la compétition échoue faute de moyens financiers avec la Bugatti Type 251 au moteur central-transversal implanté comme sur les Formule 1 actuelles en avant de l'essieu arrière. Le champion Maurice Trintignant en était le pilote essayeur.
En 1963 la marque et l'usine Bugatti sont revendues au constructeur français Hispano Suiza.